# Chester (stacja kolejowa)

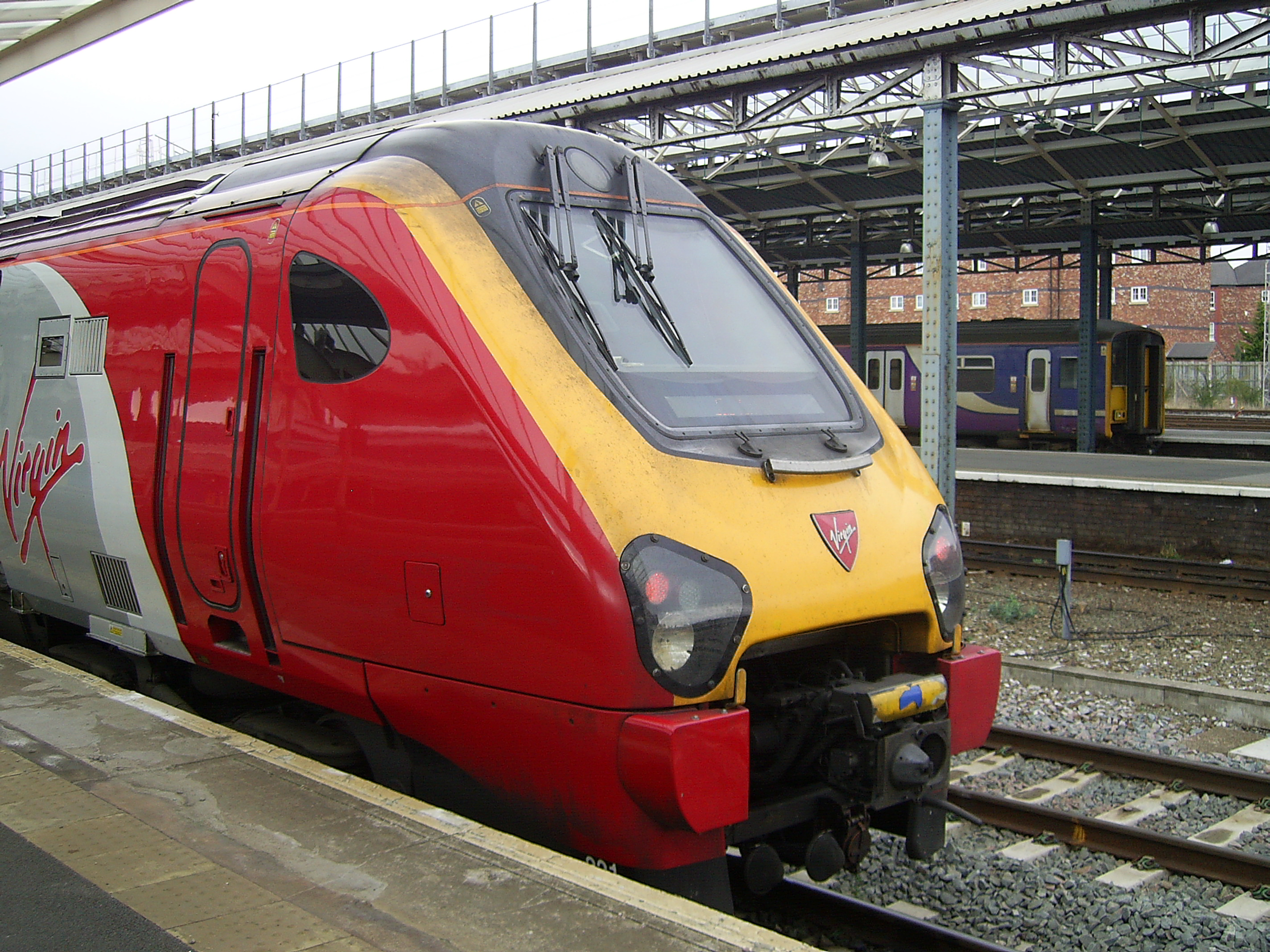
221 105 William Baffin na stacji Chester

Chester – stacja kolejowa w Chester, w hrabstwie Cheshire, w Anglii (Wielka Brytania). Jest obecnie obsługiwana przez Arriva Trains Wales, a także przez Merseyrail, Northern Rail i Virgin Trains. Znajduje się na północny wschód od centrum miasta. Od 1875 do 1969 była znana jako Chester General. Znajdują się tu 4 perony. Obsługuje ok. 3 443 368 pasażerów rocznie (dane za rok 2021/2022).
Historyczna stacja Chester General była częścią linii kolejowej Chester-Holyhead i Chester-Birkenhead. Później stała się częścią London and North Western Railway oraz Great Western Railway.
Architektonicznie stacja ma włoski front zaprojektowany przez Francis Thompsona. Stacja posiada także rzeźbione drewniane sowy w niektórych strategicznych miejscach wysokiej belki na dachu, aby powstrzymywać przebywanie dzikich gołębi.
W 1972 roku doszło do katastrofy kolejowej, która zniszczyła stację.

## Połączenia
- Bangor
- Birmingham International
- Birmingham New Street
- Cardiff
- Colwyn Bay
- Crewe
- Ellesmere Port
- Holyhead
- Hooton
- Liverpool
- Llandudno
- Llandudno Junction
- Londyn
- Maesteg
- Manchester
- Shrewsbury
- Southport
- Stockport
- Wigan
- Wolverhampton
- Wrexham